# Лудвиг I Савойски-Во
Вижте пояснителната страница за други личности с името Лудвиг Савойски.
Лудвиг I Савойски-Во (на френски: Louis I de Vaud, на немски: Ludwig von Savoyen, на италиански: Luigi I di Savoia-Vaud, detto anche Ludovico I; * сл. 1253; † 13 януари 1302 или 1303, Неапол) от рода на графовете на Савоя, е първи барон на Во (1285 – 1302) и основоположник на кадетсткия клон Савоя-Во.

## Произход
Той е третият син на Томас II Савойски (* 1200, † 1259), господар на Пиемонт и граф на Савоя, и на втората му съпруга Беатриче Фиески († 1283), племенница на папа Инокентий IV. Негови дядо и баба по бащина линия са Томас I Савойски, 9-и граф на Савоя, граф на Аоста и на Мориен, и Беатриса (Маргарита) Женевска, а по майчина – Тедизио III Фиески, граф на Лаваня, патриций на Генуа, и Симона де Волта ди Капо Корсо. Има двама братя и две или три сестри:
- Томас III (* 1248 или ок. 1252, † 1282), господар на Пиемонт и граф на Мориен (1259 – 1282), съпруг на Гуя (Гая) дьо Шалон (Бургундска-Конте)
- Амадей V Велики (* 1249 или ок. 1253, † 1323), 14-и граф на Савоя, съпруг на Сибила дел Балцо/Сибил дьо Бо, господарка на Баже, на Брес и на Мирибел, и на Мария Брабантска
- Контесона († 1264), вероятна
- Елеонора († 1296), господарка на Шатоньоф, съпруга на Луи I дьо Форе/дьо Божо, господар на Домб и на Божо
- Алиса († 1277).

## Биография

### Начални години
Според Europäische Stammtafeln (том II, 190) Лусвиг е роден през 1250 г., но това контрастира с факта, че родителите му, според френския историк Самюел Гишенон, са били женени през 1251 г. и Лудвиг е третото им дете.
Баща му Томас, граф на Савоя заедно с племенника си Бонифаций, умира през 1259 г. В титлите на граф на Мориен и господар на Пиемонт е наследен от брата на Лудвиг, неговият най-голям син Томас. Братовчедът на Лудвиг, граф Бонифаций, който е оставен сам да управлява Савойското графство, се сближава с партията на гибелините и със своя девер Манфред, регент на Сицилианското кралство.
При смъртта на баща си Лудвиг и двамата му по-големи братя са държани в затвора в Комуна Асти. Тогава се намесва вуйчо им Отобоно Фиески, бъдещ папа Адриан V, и с генуезки и други гвелфски войски постига освобождаването им.
През 1263 г. братовчед му Бонифаций е нападнат пред портите на Торино от войските на Комуна Асти, които го побеждават и го отвеждат в плен, където умира от раните си. Все още нежененият граф няма наследници и наследството му би трябвало да отиде у синовете на херцог Томас II, по-точно у Томас. Сестрите на Бонифаций също предявяват претенции, но в крайна сметка братът на Томас II, графът на Ричмънд и Ромон Петър успява да накара да го признаят за граф на Савоя.
През 1264 г. лелята на Лудвиг Беатрис, графиня на Прованс и на Форкалкие, споменава Лудвиг и братята му Томас и Амадей, и сестра му Елеонора в завещанието му като получатели на наследство.
През 1268 г. неговият чичо, графът на Савоя Петър II, пише завещание, в което определя брат си Филип за свой наследник в графството и също така уточнява различните наследства за всички останали роднини.
Неговият чичо Петър II умира на 16 май 1268 г. без мъжки наследници и следователно Савойската държава е наследена от брат му Филип I Савойски.

### Военна кариера
Все още млад през 1270 г., Лудвиг придружава братята си Томас и Амадей в Англия при крал Хенри III (кралицата на Англия е тяхната братовчедка Елеонора Прованска, дъщеря на леля им Беатриче), с надеждата да си върне английския владения, принадлежали някога на чичо му Петър II. Междувременно обаче феодалните владения вече са били поверени отново на принц Едуард I, отсъстващ за кръстоносните походи (Осми и Девети); следователно, докато чака разрешаване, кралят в замяна гарантира на братята Савойци годишна пенсия от сто марки, поне до завръщането на Едуард.
Лудвиг, първоначално предопределен за църковна кариера, вместо това предпочита военната, решавайки да участва и в Осмия кръстоносен поход. Докато е в Париж, в двора на краля на Франция Филип III, той се замесва в спор между Анжуйците срещу архиепископа на Лион и епископа на Ди и Валанс. По този повод Лудвиг е подтикнат да обещае да се ожени за Жана от Монфор – брак, който е сключен през 1283 г., когато тя е още дете. Нейната зестра са земи, за които Савойците жадуват близо до владенията си в долината на Рона.
През 1282 г. Лудвиг отново се оказва в служба на семейството си, водено от чичо му Филип I Савойски срещу графа на Женева Амадей II. По този повод Лудвиг окупира крепостта Ла Бюисиер в Дофине, докато брат му нахлува в района на Гренобъл. По-рано Филип, нетърпелив да поеме контрола над Во, изпраща Лудвиг в Мудон, за да получи почитта на местното благородничество. Лудвиг изглежда не се чувства оценен за услугите си от чичо си и братята си, така че поисква посредничество от кралицата на Франция Маргарита Прованска, на която е роднина, но без резултат. Също през 1283 г. император Рудолф I се опитва да разшири своите швейцарски владения, като по този начин влиза в конфликт със Савойците. Лудвиг е един от водачите на Савоя, които напразно се опитват да го отблъскнат. Мирният договор принуждава Савойците да отстъпят някои земи като Пайерн и Гуменен и да се откажат от протектората си над Мора, Берн и земите на неговата леля Маргарита, наследница и вдовица на Хартман I от Кибург. Тези загуби намаляват сферата на влияние на Савоя в района за известно време.
Също така започвайки от 1282 г., започва династична криза в Савойския дом след смъртта на по-големия брат на Лудвиг, господаря на Пиемонт Томас, определен за наследник на граф на Савоя, Филип I, който няма деца и вече е застаряващ.
През юли 1283 г. губи майка си Беатриче Фиески.
Според традицията на по-големия му брат Амадей V Савойски е признато правото да наследи графството от Филип I, докато на Лудвиг, по-младия, е обещан апанаж. Докато чичо им умираше, Лудвиг не е доволен от получаването на минимална част от владенията на Савоя и започва борба с брат си Амадей, за да получи повече. През май 1284 г. Лудвиг получава от император Рудолф I правото да сече монети в страната Во – имплицитно признаване на правата му върху района. Посредничеството на краля на Англия и на кралицата, братовчедка на Лудвиг, не успява да уреди разногласията между Лудвиг и брат му.
Филип I умира на 15 или 16 август 1285 г. Той е наследен от племенника си Амадей V и разногласията между Лудвиг и Амадейс V продължават до януари 1286 г., когато двамата братя не постигат споразумение: в замяна на феодалната почит Луи получава цялото Во от брат си с титлата на барон, град Бюже и годишна пенсия от 400 лири.
Луи сключва мир с град Фрайбург.
През 1295/1296 г. той основава францисканския манастир в Нион (дн. Швейцария) и през 1297 г. получава гражданско право над Берн. Корсо.

### Смърт
Лудвиг умира по време на военна експедиция в Неаполитанското кралство, в двора на крал Шарл II Анжуйски, на 9 януари 1303 г. и във всеки случай преди 27 април.
Той пише завещание в Неапол, в което нарежда да бъде погребан в църквата „Сан Пиетро дел Ара“ в Неапол, докато наследниците му не го транспортират в Абатство Откомб (дн. Франция). Той определя първородния си син Лудвиг като свой единствен наследник, при условие че изпълни написаното в завещанието. Добавя в кодицил, че при неизпълнение на завещанието той ще бъде лишен от наследство, като в този случай ще бъде заменен, при същите условия, с брат си Петър, с брат си Вилхелм, а в случай на неизпълнение, както по-горе, с граф Амадей V Савойски, при същите условия, който на свой ред ще бъде заместен от братовчед си краля на Франция, при същите условия.
Лудвиг е наследен от сина си, Лудвиг, според завещанието му.

## Брак и потомство
Лудвиг I се жени три пъти.
∞ 1. 1270/1275 за Аделина Лотарингска (* ок. или пр. 1251; † пр. 1278), дъщеря на Матиас II, херцог на Лотарингия, и на съпругата му Катерина от Лимбург, дъщеря на херцог Валрам IV от Лимбург, от която има една дъщеря:
- Лаура Савойска (* пр. 1278, † 1334), ∞ сл. 1324 за Жан I, граф на Форе[29] († 3 юли 1334), син на Ги VI, граф на Форе (Албон)

∞ 2. 1278 за Жана дьо Монфор (* ок. 1255/60, † 1300), вдовица на Ги VI, граф на Форе (Албон), дъщеря на Филип II дьо Монфор-л'Амори, господар на Кастър и Ферте Але, и на съпругата му Жана дьо Леви., от която има трима сина и седем дъщери:
- Изабела Савойска († ок. април 1289/май 1290), ∞ за Хумберт II дьо Монлюел;
- Маргарита Савойска († 7 август 1313 или 1323, погребана в Бадгасен), ∞ 1. 1 април 1293 за Жан дьо Салан († пр. 1307), господар на Виньори и на Сан Дизие,[30] син на Етиен дьо Шалон, господар на Рувр[31] и на съпругата му Жана дьо Виньори, господарка на Виньори 2. 21 юни 1309 за граф Симон V фон Саарбрюкен († 1325), син на граф Йохан I от Саарбрюкен и на съпругата му Матилда д'Аспръмо;
- Жана Савойска († сл. 29 октомври 1360), ∞ 5 февруари 1293 (договор) за Гиом дьо Жоанви сеньор на Жекс[32] († сл. 1310).
- Лудвиг II Савойски-Во (* ок. 1290, † февруари 1349), барон на Во от 1302 г., римски сенатор (1 август 1310 – юли 1312), ген. губернатор на Канавезе (1322); ∞ 9 юли 1309 г. за Изабела дьо Шалон († ок. 13 юни 1352/ 19 юни 1359), господарка на Жоани, на Броа и на Шаван,[33] дъщеря на Жан [I] ьо Шалон, господар на Арле[34] (Бургундия-Контé) и на първата му съпруга Маргарита Бургундска (Капет), от която има един син и една дъщеря;
- Петър Савойски († 21 март 1312). Убит при завземането на Рим за брат си и император Хайнрих VII от привържениците на Робер Мъдри, крал на Неапол
- Беатрис Савойска († сл. 10 март 1356), ∞ 1301 г. за Жофроа I, господар на Клермон († 15 август 1332), син на Айнар I, господар на Клермон, и на съпругата му Алис дьо Тоар
- Елеонора Савойска († 24 март 1334), ∞ 28 октомври 1294 г. за Родолф V, граф и господар на Ньошател († 22 март 1343), син на Амадей, господар на Ньошател, и на съпругата му Жордан дьо Ла Сара, господарка на Белмон
- Катерина Савойска († 1305)
- Бианка Савойска († сл. април 1323), ∞ 27 април 1303 (договор) за Пиер дьо Грансон († 2 юли ок. 1343), господар на Белмон,[35] син на Жак дьо Грансон, господар на Белмон;
- Вилхелм Савойски (* сл. ноември 1293), господар на Биоле,[36] ∞ за Никол д'Аламан, дъщеря на Жерар, господар на Аламан.

∞ 3. 1 май 1301 (договор) за Изабела д'Олне († 30 октомври 1341), от която няма деца.